# Бегер, Фёдор Фёдорович (генерал-лейтенант)
Фёдор Фёдорович Бегер (Фридрих Бегер, нем. Friedrich Beger; 1790—1861) — горный инженер, генерал-лейтенант, директор Департамента горных и соляных дел, член Горного Совета и Горного Ученого Комитета, Томский губернатор.

## Биография
Родился в Иркутской губернии 15 (26) ноября 1790 года в семье обер-бергмейстера Фёдора Фёдоровича Бегера (старшего).
С 1796 года семья жила в Санкт-Петербурге, где Фёдор Бергер окончил в августе 1809 года Горный кадетский корпус.
Службу начал на Богословских горных заводах на Урале: сначала — практикантом, с апреля 1811 года — горным смотрителем Турьинских рудников; с мая 1813 года — маркшейдер «по чертёжной части», с 1817 года — помощник управляющего Богословским заводом «по распорядительной части». В сентябре 1819 года он был переведён маркшейдером по чертёжной части на Пермские горные заводы: с 1822 — помощник начальника, с 1826 года — управляющий Пермскими горными заводами.
В сентябре 1827 года был назначен начальником Богословских заводов. Во время его управления, в Богословском горном округе были открыты богатые золотые россыпи, что дало Бегеру репутацию знатока золотого дела и хорошего администратора.
В 1829 году Бегер был назначен начальником Колывано-Воскресенских (Алтайских) заводов. Уже в конце лета им было направлено на разведку золотых россыпей три поисковых партии, где в следующем же году при его участии были открыты золотые россыпи. И в дальнейшем каждый год отправлялось от 3 до 12 поисковых отрядов. За свою деятельность он был награждён орденом Св. Анны 2-й степени, затем получил императорскую корону к этому ордену и получил Высочайшую благодарность. В 1836 году Бегер вышел в отставку в чине полковника, с намерением заняться золотопромышленностью.
В марте 1838 года был снова приглашён на службу, произведён в генерал-майоры и назначен начальником Алтайских горных заводов, а также томским гражданским губернатором. В это время он составил для Горного института (Корпуса горных инженеров) коллекцию местных горных пород, руд и заводских рудников.
В декабре 1840 года Бегер переехал в Петербург, где занял место члена совета Корпуса горных инженеров; с 1842 года — член Горного аудиториата; в 1843—1849 гг. — директор Департамента горных и соляных дел. Был также членом мануфактурного совета.
В 1849 году был произведён в генерал-лейтенанты. В 1859 году был награждён орденом Белого орла.
Оставив должность директора горного департамента, Ф. Ф. Бегер снова решил заняться золотопромышленностью; в уважение его опытности в этом деле и других заслуг, ему было разрешено заниматься поисками золота, не оставляя службы в высшем горном управлении: с 25 июля 1845 года — член Горного учёного комитета, а с 3 апреля 1849 года — членом Совета Корпуса горных инженеров (по 1861 год).
В 1860 году он проводил поиски в северо-восточной части Повенецкого уезда Олонецкой губернии и в соседней части Кемского уезда Архангельской губернии, но поиски не принесли результата.
Умер 25 января (6 февраля) 1861 года. Похоронен в Санкт-Петербурге на Лазаревском кладбище Александро-Невской лавры (ныне Некрополь XVIII века, захоронение утрачено).

## Семья
Был дважды женат. Первая жена: София фон Боль (1807—1840).
Вторая жена: Юлия Ермолаевна (1804—1872), сестра горного инженера А. Е. Фрезе.
Дети:
- Александр (1823—1895) — тайный советник[6]
- Михаил (1825—?)
- Евгения (1830—1910), похоронена в с. Молдино Вышневолоцкого уезда при Преображенской церкви.
- Екатерина (1831—1908), жена Константина Ивановича Гершельмана.
- Ольга (1835—1903), похоронена в с. Молдино Вышневолоцкого уезда, при Преображенской церкви.
- Юлия (1841—?)
- Александра (1842—1848)

## Награды
- Орден Св. Анны 2-й ст. (1830); императорская корона к ордену (1840)
- Орден Белого орла (1859)

## Архивы
- Российский государственный исторический архив в Петербурге. Арх.: 37-47-1493(1879 г.); 37-74-88(1860 г.); 44-1-70(1836 г.),139(1838 г.).